# Blærenød
Blærenød (Staphylea) er udbredt i Europa, Mellemøsten, Østasien og Nordamerika. Det er løvfældende buske eller små træer med glat, stribet bark og med modsat stillede, uligefinnede blade, der har savtakket rand. Blomsterne samlet i endestillede klaser. De enkelte blomster er 5-tallige og regelmæssige. Frugterne er oppustede kapsler med nogle få, hårde frø.
| Beskrevne arter |

- Kaukasisk blærenød (Staphylea colchica)
- Almindelig blærenød (Staphylea pinnata)
- Amerikansk blærenød (Staphylea trifolia)

| Andre arter |

- Staphylea bolanderi
- Staphylea bumalda
- Staphylea holocarpa